# Рибейро, Лаис
Лаис Рибейро (порт. Lais Ribeiro; родилась 5 октября 1990, Терезина) — бразильская модель. С апреля 2015 года является «ангелом» компании Victoria’s Secret.

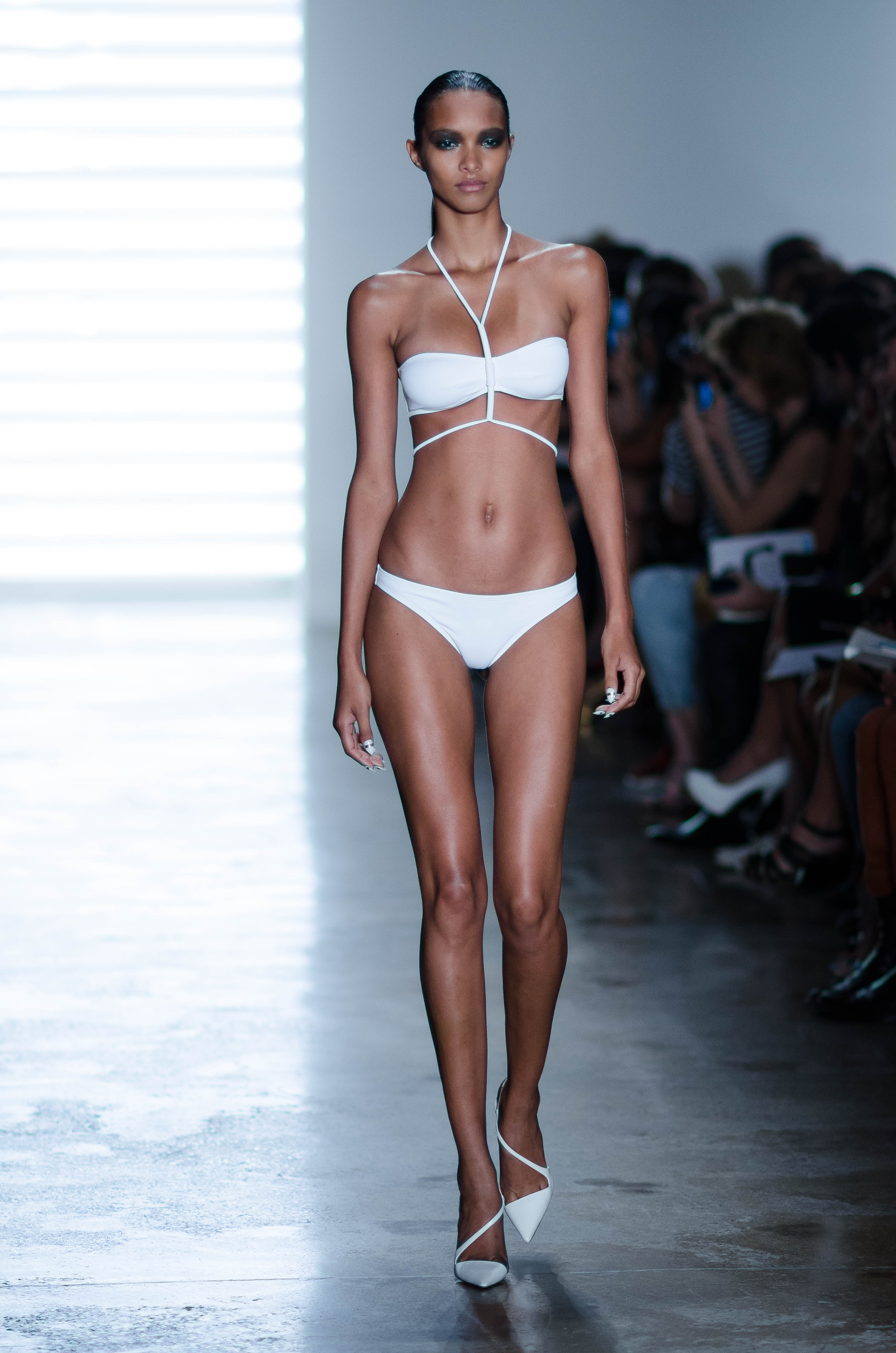
Lais Ribeiro

Начала работать в модельном бизнесе в 2009 году, после прохождения кастинга для бразильского модельного агентства «Teresina», и в этом же году приняла участие в бразильском конкурсе «Мир красоты», на котором заняла шестое место. Вскоре переехала в Нью-Йорк. Спустя некоторое время на начинающую модель обратил внимание бренд Calvin Klein, который пригласил её на свой показ с участием певицы Мэрайи Кэри, после этого показа Лаис стала пользоваться спросом на модельном рынке. В 2010 новым витком карьеры модели стало приглашение на итоговый показ «Victoria’s Secret». С конца 2010 года входит в топ мировых моделей.
В различное время принимала участие в показах: Alberta Ferretti, Alexandre Herchcovitch, Amapô, Angelo Marani, Animale, Blumarine, Bottega Veneta, Carlota Joakina, Christian Dior, Cori, Dolce & Gabbana, Givenchy, Gloria Coelho, Gucci, Hermes, Huis Clos, Jean Paul Gaultier, Jefferson Kulig, John Galliano, Lino Villaventura, Marc Jacobs, Ralph Lauren, Reinaldo Lourenço, Roberto Cavalli, Ronaldo Fraga, Rosa Chá, Vera Wang, Versace, Wilson Ranieri.
В 2010, 2011, 2013 и 2014 и 2015 годах была приглашена на итоговый показ компании «Victoria’s Secret», в 2012 году так же была приглашена на итоговый показ, но на подиум не вышла из-за вывиха лодыжки, полученного на одной из предпоказных репетиций. В 2017 году удостоилась чести представлять Fantasy Bra на Victoria Secret Fashion Show в Шанхае.